# Mircea I de Valaquia

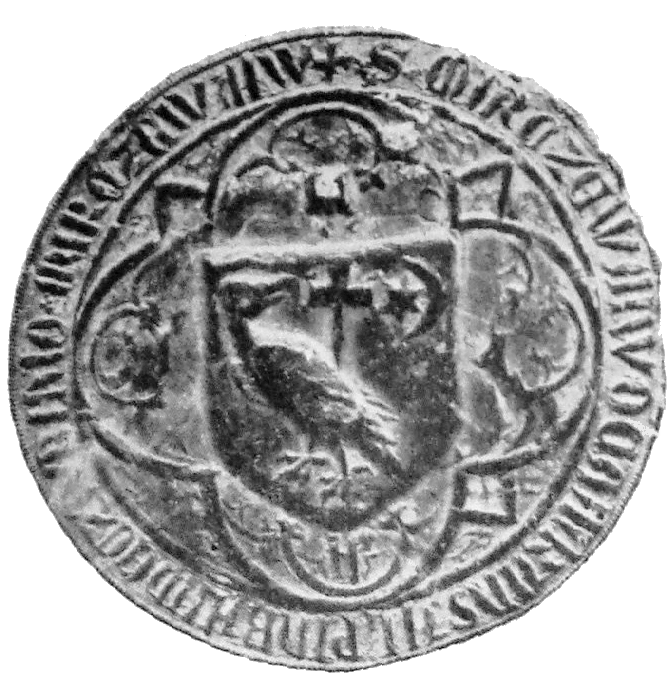
Sello de Mircea I de 1390.

Mircea cel Bătrân (Principado de Valaquia, 1355-Principado de Valaquia, 31 de enero de 1418), fue uno de los más importantes señores del principado de Valaquia que reinó entre 1386 y 1418. Su nombre significa «Mircea el Viejo» y se le atribuyó después de su muerte, para distinguirlo de su nieto Mircea II (el Joven). Desde el siglo XIX, la historiografía rumana lo llama Mircea cel Mare («Mircea el Grande»).
Mircea fue hijo del voivoda Radu I y de su mujer Calinica, descendiente de la casa de Basarab.
Las fronteras del principado de Valaquia cambiaron a lo largo de la historia pero, durante el reinado de Mircea, alcanzaron su máxima extensión en tiempos medievales: desde el río Olt, en el norte, hasta el río Danubio, en el sur; y desde las Puertas de Hierro, en el oeste, hasta el mar Negro en el este.
Mircea fortaleció el poder del Estado y organizó varios oficios, promovió el desarrollo económico, aumentó los ingresos estatales y acuñó monedas de plata que circularon también en los países vecinos. Ofreció a los comerciantes de Polonia y Lituania privilegios y renovó los que sus antecesores habían concedido a los habitantes de Brașov. Se permitió de esta manera aumentar su poder militar. Construyó las fortalezas del Danubio y fortaleció «el ejército grande», compuesto de ciudadanos y de campesinos libres o dependientes. Apoyó también a la Iglesia.
Mientras organizaba su país, se cuidó de formar un sistema de alianzas que le permitiera defender la independencia del país. A través del intermediario Petru Mușat, príncipe de Moldavia, concluyó en 1389 un tratado de alianza con Vladislao II de Polonia, rey de Polonia. El tratado fue renovado en 1404 y 1410. Mantuvo relaciones estrechas con Segismundo de Luxemburgo, rey de Hungría, basadas en su interés común de luchar contra la expansión del Imperio otomano.
Sus intervenciones para apoyar a los pueblos cristianos del sur del Danubio, que estaban luchando contra los turcos, causaron su enfrentamiento con los otomanos. En 1394 Beyazid I (el Relámpago) pasó el Danubio con cuarenta mil hombres[cita requerida], un contingente impresionante en la época. Mircea tenía diez mil hombres [cita requerida], así que no era conveniente plantear una batalla en campo libre. Eligió lo que hoy en día se llamaría una guerra de "guerrilla", dejando al ejército contrario sin alimentos y usando ataques y retiradas frecuentes (un ejemplo típico de guerra asimétrica). En el 10 de octubre de 1394, los dos ejércitos se enfrentaron en la batalla de Rovine, en un terreno con bosques y pantanos, que impidió a los otomanos desplegar su ejército; Mircea ganó la batalla y el ejército otomano se retiró del país. Esta batalla es evocada en el poema de Mihai Eminescu La tercera epístola.
Apoyado por Segismundo de Luxemburgo, Mircea derrotó también a Vlad Uzurpatorul, marioneta del sultán otomano, quien pretendía su trono. En 1396 Mircea participó en una cruzada antiotomana, organizada por el monarca húngaro. La cruzada terminó con la victoria otomana en la batalla de Nicópolis, en el 25 de septiembre. El año siguiente, 1397, Mircea desbarató otra expedición otomana que había cruzado el Danubio y, en 1400, derrotó una expedición turca que intentaba cruzar su país.

Valaquia durante el reinado de Mircea cel Bătrân (hacia 1390).

La derrota de Beyazid I por Timur Lenk en Ankara en el verano de 1402 abrió un período de anarquía en el Imperio otomano y Mircea se aprovechó para organizar junto con el rey de Hungría una campaña en contra de los turcos. En 1404 Mircea logró recuperar el dominio de Dobruja. Más aún, Mircea participó en las luchas por el trono del Imperio otomano apoyando a Musa, quien llegó a reinar durante un corto período. Este periodo fue el de apogeo del poderío del príncipe.
«El más valiente y más hábil de los príncipes cristianos», como lo describió el historiador alemán Leunclavius, Mircea gobernó el principado de Valaquia durante treinta y dos años. Aparte de sus logros militares, Mircea fue un amante del arte, dejando entre otros monumentos el hermoso monasterio de Cozia, construido según el modelo de la iglesia de Krusevac en Serbia.
| Predecesor: Dan I | Príncipe de Valaquia 1386-1418 | Sucesor: Miguel I |